# Sally Bollywood
Sally Bollywood (ang. Sally Bollywood: Super Detective, 2009−2013) – francusko-australijski serial animowany, który swoją premierę w Polsce miał 2 grudnia 2010 roku na kanale ZigZap, a drugi sezon pojawił się na kanale teleTOON+ 1 lutego 2014.

## Fabuła
Serial opowiada o przygodach 12-letniej dziewczyny pochodzenia hinduskiego – Sally, która wraz ze swoim najlepszym przyjacielem szkockiego pochodzenia, Dooweem McAdamem pracują w prywatnej agencji detektywistycznej (SBI) i rozwiązują różne zagadki. W każdym odcinku bohaterowie pomagają dzieciom uczęszczającym wraz z nimi do szkoły. Oboje korzystają z najnowszych technologii i przeprowadzają badania, starając się rozwiązać nawet najbardziej skomplikowane sprawy w ciągu 24 godzin. Jako zapłatę za swoje usługi przyjmują słodycze.

## Bohaterowie

### Główni
- Sally Bollywood – główna bohaterka kreskówki. 12-letnia hinduska dziewczyna. Ma fioletowe włosy i brązowe oczy. Razem z Dooweem prowadzi własną agencję detektywistyczną o nazwie SBI. Wysportowana, świetna z matematyki, adeptka Kalaripayattu, lubi tańczyć i śpiewać.
- Doowee McAdam – najlepszy przyjaciel Sally. Ma rude włosy i brązowe oczy. Jest świetnym wynalazcą. Buduje maszyny, które pomagają w śledztwach. Inteligentny, ale nieco niezdarny. Ma alergię na króliki i koty. Sally mówi o nim w szóstym odcinku: kichający wykrywacz królików.
- Harry Bollywood – ojciec Sally, prywatny detektyw.
- Pani Apu – gosposia w domu Sally. Lubi gotować.

### Poboczni
- Dyrektor Shoebridge – dyrektor szkoły, nosi okulary trójwymiarowe.
- Lee – przyjaciel bohaterów karnacji żółtej. Jest dobrym pływakiem. W poprzedniej szkole uczniowie mówili na niego kosmita, ponieważ ma sześć palców u nóg.
- Kevina – dziewczyna, koleżanka bohaterów. Ma żółto-fioletowe włosy.
- Tiger – brat bliźniak Leona. Ma brązowe włosy. Jest niezłym sportowcem. Chodzi do szkoły sportowej "Mała Ameryka".
- Leon – brat bliźniak Tigera. Ma brązowe włosy. W przeciwieństwie do brata lubi się uczyć.
- Bob – ma fioletowe włosy, brązowe oczy i piegi, ma opinię rozrabiaki.
- Pool – chłopak, który lubi błyskotki i rap. Ma blond włosy.
- Cristelle – prezeska klubu dobrych manier. Uwielbia sprzątać i nienawidzi brudu.
- Cassy – nowa uczennica w szkole, która stara się zdobyć przyjaciół, starsza siostra Davida. Ma różowe włosy i niebieskie oczy.
- David – młodszy brat Cassy, ma brązowe włosy i nie ma jednego mleczaka.
- Gia – koleżanka głównych bohaterów, prymuska, tak bała się złych ocen, że wierzyła w swoją maskotkę. Ma ciemną skórę, ciemnozielone włosy i jasnozielone oczy. Jedynaczka i córka nauczycielki biologii.
- Emma – dziewczyna zakochana w Dooweem, zna się na elektronice tak dobrze jak on. Ma brązowe włosy i oczy.
- Stephanie – niebieskooka blondynka, marna dziennikarka.
- Albert – brązowowłosy, sepleniący okularnik i wynalazca.
- Sam – dziewczyna o fioletowych włosach, artystka graffiti, rywalka Melvina.
- Melvin – brązowowłosy chłopak, artysta graffiti, rywal Sam.
- Jenny – prymuska, ma brązowe długie włosy i oczy, nosi czerwoną chustę na głowie.
- Nigel – blondyn w okularach, dobrze się uczy i dowodzi kółkiem dziennikarskim.
- Bridget – dziewczyna o czarnych włosach i bladej cerze, dobra w sporcie, ale gorzej jej idzie z pozostałymi przedmiotami.
- Martin Shoebridge – syn dyrektora, szkolny prymus, w tajemnicy przed ojcem jeździ na deskorolce.
- Ahmed – krótko ostrzyżony deskorolkarz.
- Jessica – długowłosa, niebieskooka dziewczyna.
- Erna – dziewczyna z czarnymi, długimi włosami, nosi okulary i chustę na głowie, pochodzi z Malezji.
- George – brunet z brązowymi oczami, popularny w szkole, ale przez popularność zaniedbywał oceny, ma młodszą siostrę Betty, którą się opiekuje.
- Betty – brunetka z brązowymi oczami, nieśmiała siostra George’a, na początku on był jej jedynym przyjacielem.
- Karina K – hinduska aktorka, narcystyczna, nerwowa i egocentryczna.
- Cindy – koleżanka głównych bohaterów, fioletowe włosy, 2 duże warkocze, siostra Alberta według odcinka 37b.
- Irene – koleżanka głównych bohaterów, pochodzi z Grecji.
- Stefan – syn woźnego, Kanadyjczyk z ręką do zwierząt.
- Tom – niebieskooki blondyn, szkolny oszust, ma młodszą siostrę Alice.
- Alice – niebieskooka, mała blondynka, ma starszego brata Toma.
- Luna – czarnowłosa dziewczyna z warkoczem i różowym, wielkim pasemkiem, znana z fascynacji magią.
- Stan – ekstrawagancki chłopak, ma młodszą siostrę Annę i szczurka Spike’a, niebieskie włosy, jasnozielone oczy.
- Anna – młodsza siostra Stana, niebieskie włosy, jasnozielone oczy.

## Spis odcinków
| Premiera odcinka | N/o | Polski tytuł                      | Angielski tytuł                  |
| ---------------- | --- | --------------------------------- | -------------------------------- |
|                  |     |                                   |                                  |
| SERIA PIERWSZA   |     |                                   |                                  |
|                  |     |                                   |                                  |
| 02.12.2010       | 01  | Karaluchowy zawrót głowy          | Cockroach Capers                 |
| 02.12.2010       | 01  | Pułapka w sieci                   | Trapped By The Internet          |
|                  |     |                                   |                                  |
| 03.12.2010       | 02  | Konkurs talentów                  | Talent Will Out                  |
| 03.12.2010       | 02  | Sally S.O.S.                      | SOS Saris!                       |
|                  |     |                                   |                                  |
| 04.12.2010       | 03  | Szklana zagadka                   | Window Pains                     |
| 04.12.2010       | 03  | Reakcja chemiczna                 | Chemical Reaction                |
|                  |     |                                   |                                  |
| 06.12.2010       | 04  | Kłopoty w muzeum                  | Trouble At The Museum            |
| 06.12.2010       | 04  | Podwójne kłopoty                  | Double Trouble                   |
|                  |     |                                   |                                  |
| 07.12.2010       | 05  | Kłopoty George’a                  | George’s Forced Labour           |
| 07.12.2010       | 05  | Pozdrowienia z Bombaju            | From Bombay with Love            |
|                  |     |                                   |                                  |
| 08.12.2010       | 06  | Gdzie się podziała moja maskotka? | Don’t Touch My Lucky Charm       |
| 08.12.2010       | 06  | Pan Duży                          | Mr. Big                          |
|                  |     |                                   |                                  |
| 09.12.2010       | 07  | Sprawa zaginionego kota           | The Case of the Missing Cat      |
| 09.12.2010       | 07  | Kuzyn Bouleh                      | Cousin Bouleh                    |
|                  |     |                                   |                                  |
| 11.12.2010       | 08  | Pokój, w którym straszy           | Room with a Curse                |
| 11.12.2010       | 08  | Operacja: kujon                   | Operation Nerd                   |
|                  |     |                                   |                                  |
| 13.12.2010       | 09  | Zepsuty autobus                   | Bus Stop                         |
| 13.12.2010       | 09  | Pamiętnik Liz                     | Liz’s Secret Diary               |
|                  |     |                                   |                                  |
| 14.12.2010       | 10  | Biały miś                         | The White Bear                   |
| 14.12.2010       | 10  | Strażnicy                         | The Guardians                    |
|                  |     |                                   |                                  |
| 15.12.2010       | 11  | Agencja randkowa                  | The Dating Agency                |
| 15.12.2010       | 11  | Wojna gokartów                    | Go Kart Wars                     |
|                  |     |                                   |                                  |
| 16.12.2010       | 12  | Zabójcze Curry                    | The Killer Curry                 |
| 16.12.2010       | 12  | Seryjny złodziej                  | Serial Thief                     |
|                  |     |                                   |                                  |
| 17.12.2010       | 13  | Stara sprawa                      | Cold Case                        |
| 17.12.2010       | 13  | To rock ’n’ roll                  | That’s Rock ’N’ Roll             |
|                  |     |                                   |                                  |
| 18.12.2010       | 14  | Mury Cosmopolis                   | The Walls of Cosmopolis          |
| 18.12.2010       | 14  | Chilli opóźnionego żaru           | The Delayed Action Chilli Pepper |
|                  |     |                                   |                                  |
| 19.12.2010       | 15  | Atak wielkiego kurczaka           | The Attack of the Giant Chicken  |
| 19.12.2010       | 15  | Sztuka dla sztuki                 | Art For Art’s Sake               |
|                  |     |                                   |                                  |
| 20.12.2010       | 16  | SBI widzi podwójnie               | The SBI Sees Double              |
| 20.12.2010       | 16  | Błyskotki                         | Bling Bling                      |
|                  |     |                                   |                                  |
| 21.12.2010       | 17  | Ochrona osobista                  | Close Protection                 |
| 21.12.2010       | 17  | Znajomy pani Apu                  | Mrs Apu's Old Friend             |
|                  |     |                                   |                                  |
| 22.12.2010       | 18  | Kryminalny musical                | High School Musical Mystery      |
| 22.12.2010       | 18  | Mocarna pani Chicago              | The Formdable Miss Chicago       |
|                  |     |                                   |                                  |
| 23.12.2010       | 19  | Szycie nocne                      | The Midnight Stitch-Up           |
| 23.12.2010       | 19  | Futrzana zagadka                  | The Shy Mystery                  |
|                  |     |                                   |                                  |
| 24.12.2010       | 20  | Halloweenowy skok                 | Halloween Heist                  |
| 24.12.2010       | 20  | Powrót pana Dużego                | Mr Big Returns                   |
|                  |     |                                   |                                  |
| 25.12.2010       | 21  | Doowee pechowiec                  | Doowee's Luck Runs Out           |
| 25.12.2010       | 21  | Balanga                           | The Party                        |
|                  |     |                                   |                                  |
| 26.12.2010       | 22  | Klient z głową w chmurach         | The Client in the Clouds         |
| 26.12.2010       | 22  | Żądam adwokata                    | Call My Lawyer                   |
|                  |     |                                   |                                  |
| 27.12.2010       | 23  | Bomba smrodowa                    | The Sting Bomb                   |
| 27.12.2010       | 23  | Wojna na jajka                    | The Egg War                      |
|                  |     |                                   |                                  |
| 28.12.2010       | 24  | Jasnowidz                         | The Fortune Teller               |
| 28.12.2010       | 24  | Co dwie głowy, to nie jedna       | Two Heads are Better than One    |
|                  |     |                                   |                                  |
| 29.12.2010       | 25  | Na gorącym uczynku                | Caught Red Handed                |
| 29.12.2010       | 25  | Zaginiony znaczek                 | The Missing Stamp                |
|                  |     |                                   |                                  |
| 30.12.2010       | 26  | Dziwniejsze od fikcji             | Stranger than Fiction            |
| 30.12.2010       | 26  | Dzień międzynarodowy              | International Day                |
|                  |     |                                   |                                  |
| SERIA DRUGA      |     |                                   |                                  |
|                  |     |                                   |                                  |
| 01.02.2014       | 27  | Tajemnica szkolnego dzwonka       | Ring My Bell                     |
| 01.02.2014       | 27  | Złap mnie, jeśli potrafisz        | Catch Me if You Can              |
|                  |     |                                   |                                  |
| 02.02.2014       | 28  | Urna Dooweego                     | Doowee’s Urn                     |
| 02.02.2014       | 28  | Crime Flash                       | Crime Flash                      |
|                  |     |                                   |                                  |
| 08.02.2014       | 29  | Nowa nauczycielka                 | New Teacher                      |
| 08.02.2014       | 29  | Czarodziejka                      | The Sorceress                    |
|                  |     |                                   |                                  |
| 09.02.2014       | 30  | Noc w muzeum                      | Night at the Museum              |
| 09.02.2014       | 30  | Gang złośliwych klaunów           | The Sad Clown Gang               |
|                  |     |                                   |                                  |
| 15.02.2014       | 31  | Czarna owca                       | The Black Sheep                  |
| 15.02.2014       | 31  | Nawiedzony dom                    | The Haunted House                |
|                  |     |                                   |                                  |
| 16.02.2014       | 32  | Wielki smród                      | The Big Stink                    |
| 16.02.2014       | 32  | Cyrk Sally                        | Sally’s Circus                   |
|                  |     |                                   |                                  |
| 22.02.2014       | 33  | Przeklęty biwak                   | Camp of Doom                     |
| 22.02.2014       | 33  | Kradzież papugi                   | A Bird in the Hand               |
|                  |     |                                   |                                  |
| 23.02.2014       | 34  | Gdzie kucharek sześć              | Too Many Cooks                   |
| 23.02.2014       | 34  | Wydarty rap                       | Ripped Off Rap                   |
|                  |     |                                   |                                  |
| 01.03.2014       | 35  | Rock and rollowy tata             | Rock ’n’ Roll Dad                |
| 01.03.2014       | 35  | Plakatowe szaleństwo              | Poster Boy                       |
|                  |     |                                   |                                  |
| 02.03.2014       | 36  | Każdy chce być detektywem         | Everyone’s a Private Eye         |
| 02.03.2014       | 36  | W pogoni za króliczkiem           | Pet Sitting                      |
|                  |     |                                   |                                  |
| 08.03.2014       | 37  | Złodziej dobroczyńca              | Fundraising Felony               |
| 08.03.2014       | 37  | Troskliwy brat                    | Eye in the Sky                   |
|                  |     |                                   |                                  |
| 09.03.2014       | 38  | Zazdrość                          | Whodunnit                        |
| 09.03.2014       | 38  | Dzień sprzątania                  | Sally’s Pen Pal                  |
|                  |     |                                   |                                  |
| 15.03.2014       | 39  | Czary mary                        | Performing Magic                 |
| 15.03.2014       | 39  | Śmierdząca sprawa                 | Muckraking                       |
|                  |     |                                   |                                  |
| 16.03.2014       | 40  | Dziewczyna z wymiany              | Exchange Student                 |
| 16.03.2014       | 40  | Czarne chmury nad SBI             | Storm Clouds over the SBI        |
|                  |     |                                   |                                  |
| 22.03.2014       | 41  | Gdzie są nasze telefony?          | Missing Mobiles                  |
| 22.03.2014       | 41  | Złodziej ubrań                    | Stolen Clothes                   |
|                  |     |                                   |                                  |
| 23.03.2014       | 42  | Seryjna zdrada                    | Serial Treachery                 |
| 23.03.2014       | 42  | Konkurs piękności                 | Beauty Pageant                   |
|                  |     |                                   |                                  |
| 03.05.2014       | 43  | Niepokonany                       | The Invicible Racer              |
| 03.05.2014       | 43  | Nowa                              | New Girl                         |
|                  |     |                                   |                                  |
| 04.05.2014       | 44  | Asfaltowa dżungla                 | Asphalt Jungle                   |
| 04.05.2014       | 44  | Urodzinowa niespodzianka          | Birthday Suerprise               |
|                  |     |                                   |                                  |
| 10.05.2014       | 45  | Mistrzyni                         | Champion                         |
| 10.05.2014       | 45  | Gorące ziemniaki                  | Hot Potatoes                     |
|                  |     |                                   |                                  |
| 11.05.2014       | 46  | Włamywacz                         | Burglary 2.0                     |
| 11.05.2014       | 46  | Komiksowy zawrót głowy            | Comic Book Caper                 |
|                  |     |                                   |                                  |
| 17.05.2014       | 47  | Kryształowa gitara                | The Crystal Guitar               |
| 17.05.2014       | 47  | Historia sprzed lat               | Ancient History                  |
|                  |     |                                   |                                  |
| 18.05.2014       | 48  | Sally tańczy i śpiewa             | Singing & Dancing Sally          |
| 18.05.2014       | 48  | Szlaban                           | Detention                        |
|                  |     |                                   |                                  |
| 24.05.2014       | 49  | Przygoda na planie                | Starry Eyed                      |
| 24.05.2014       | 49  | Panna Zagadka                     | Miss Mystery                     |
|                  |     |                                   |                                  |
| 25.05.2014       | 50  | Piżamowa impreza                  | Pyjama Party                     |
| 25.05.2014       | 50  | Krwawa zemsta                     | Fangs a Lot                      |
|                  |     |                                   |                                  |
| 31.05.2014       | 51  | Popsuj-zabawa                     | Party Pooper                     |
| 31.05.2014       | 51  | Uwaga, dinozaur                   | Dinosaur Danger                  |
|                  |     |                                   |                                  |
| 01.06.2014       | 52  | Mistyfikacja                      | All Made Up                      |
| 01.06.2014       | 52  | Biały Rycerz                      | The White Knight                 |
|                  |     |                                   |                                  |